# Alfonso
Alfonso  es un nombre propio masculino y apellido de origen germánico (godo) en su variante en español. Proviene del germánico Aþalfuns (en gótico), en alfabeto latino Athalfunsaz / Athalfuns. De Aþal (noble) y funs/az (dispuesto, listo, preparado).

## Variantes
- Ildefonso o Alonso (variante gallego-portuguesa).
- Femenino: Alfonsina.
- Diminutivo: Fonsi o Alfonsito.

### Variantes en otros idiomas
| Variantes en otras lenguas | Variantes en otras lenguas   |
| -------------------------- | ---------------------------- |
| Español                    | Alfonso, Ildefonso y Alonso. |
| Alemán                     | Alfons.                      |
| Aragonés                   | Alifonso.                    |
| Asturiano                  | Alfonso.                     |
| Bretón                     | Alfonso.                     |
| Búlgaro                    | Alfonso.                     |
| Catalán                    | Alfons.                      |
| Checo                      | Alfons.                      |
| Corso                      | Alfonsu.                     |
| Danés                      | Alfons.                      |
| Eslovaco                   | Alfonz.                      |
| Esloveno                   | Alfonz.                      |
| Euskera                    | Alfontso.                    |
| Esperanto                  | Alfonzo.                     |
| Finlandés                  | Alfons, Alhvo, Alfo, Altto.  |
| Francés                    | Alphonse.                    |
| Gallego                    | Afonso.                      |
| Griego                     | Αλφόνσος (Alfóns).           |
| Húngaro                    | Alfonz.                      |
| Inglés                     | Alphons, Alphonse.           |
| Islandés                   | Alfons.                      |
| Italiano                   | Alfonso, Alonzo, Alonso.     |
| Latín                      | Alfonsus.                    |
| Letón                      | Alfonss.                     |
| Lituano                    | Alfonsas.                    |
| Maltés                     | Alfons.                      |
| Neerlandés                 | Alfons, Alfonsus.            |
| Noruego                    | Alfons.                      |
| Pasiego                    | Fonsu.                       |
| Polaco                     | Alfons.                      |
| Portugués                  | Afonso, Alonso.              |
| Rumano                     | Alfons.                      |
| Ruso                       | Альфонс (Al'fons).           |
| Sardo                      | Alfonsu.                     |
| Siciliano                  | Arfonzu.                     |
|                            |                              |

## Santoral
- 23 de enero: San Ildefonso de Toledo (Ildefonso).
- 1 de agosto: Alfonso María de Ligorio (Alfonso).
- 31 de octubre: San Alonso Rodríguez Olmedo (Alonso).

## Santos
- San Ildefonso arzobispo de Toledo del año 657 al 667.
- Alfonso de Ligorio, obispo italiano y doctor, fundador de los Redentoristas.
- San Alonso Rodríguez (1531-1617), santo español, jesuita.